# マフムード・バルザニイの乱
マフムード・バルザニイの乱（マフムード・バルザニイのはんらん、英語: Mahmud Barzanji revolts）は、クルド人シェイク（族長）マフムード・バルザニイ（Mahmud Barzanji）が、新たに制圧されたイギリス委任統治領メソポタミア、後にはイギリス委任統治下のイラク王国における行政当局に対して、繰り返し起こした一連の反乱。シェイク・マフムードは、1919年5月の最初の反乱の後、投獄され、1年間インドへ追放された。その後、帰国した彼は、再び知事 (governor) に任じられたが、程なくして再び反乱を起こし、自らクルディスタン王国の統治者と称した。クルディスタン王国は、1922年9月から1924年7月まで存続した。マフムードの軍勢よりも武器弾薬と訓練においてはるかに優っていたイギリス軍は、遂には彼を打倒し、この地方は1924年にイギリス支配下のイラク中央部の統治下に組み入れられた。シェイク・マフムードは、山岳地帯に潜伏したが、1932年には独立を果たしたイラク王国と最終的に和解した。シェイク・マフムードの反乱は、現代におけるイラク・クルド紛争の最初の段階であったと考えられている。

## 背景
第一次世界大戦の終結から間も無く、イラクのクルディスタン地域で最も影響力のある人物であったイスラム神秘主義カーディリー教団のシェイクであったマフムード・バルザニイが、かつてのトルコ帝国の県（サンジャク）ドホーク県の知事に任命された。

## 1919年のクルド人の反乱
シェイク・マフムードは、イギリス支配下のイラクのクルディスタン地域で、クルド人の最初の反乱を率いた。スレイマニヤの知事に任じられる直前に、マフムードは当地のイギリス人警察官や軍の士官たちを逮捕するよう命じた。地域の実権を掌握すると、シェイクはクルド人各部族の支持者に呼びかけて兵を募り、自ら「クルディスタンの支配者」を名乗った。宗教指導者としての権威を利用し、シェイク・マフムードは1919年にイギリスに対するジハード（聖戦）を呼びかけ、ナショナリズムによる闘争に無関心であった多くのクルド人も巻き込んで、支持を集めた。闘争の大部分を支えた動機は信仰であったが、クルド人の小作人たちは、「万人にの国民的、政治的自由を (national and political liberty for all)」という思いを抱き、「社会的地位の改善」を求めて闘った。イギリスの支配に反対する運動が功を奏するようになると、イランからもイラクからも、各部族の戦士たちが次々とシェイク・マフムードと同盟した。マクダワル (McDowall) によると、シェイクの軍勢は、「大部分がバルジンジャの小作人や部族民で、カリム・ファター・ベグ (Karim Fattah Beg) が率いるハマヴァンド族、不満をもった一部のジャフ族、ジャバリ族、シェイク・ビザイニ族、シュアン族だった」という。シェイク・マフムードの軍勢は、イギリス軍の隊列への待ち伏せ攻撃に成功したことで人気を高め、兵を集めることができた。
マフムードの数多い支持者、戦闘指揮者たちの中に、16歳のムスタファ・バルザニもいたが、彼はやがてクルド人ナショナリズムの大義の指導者、イラクのクルド人地域の軍事組織ペシュメルガの司令官となる人物であった。バルザニは配下とともにバルザニ族のシェイク・アーマド・バルザニイ (Shekyh Ahmad Barzani) の命を受けてピヤウ河谷 (Piyaw Valley) を横断してシェイク・マフムード・バルザニイと合流しようとした。その途中、何度も待ち伏せに遭遇しながら、バルザニとその配下はシェイク・マフムードのいた場所までたどり着いたが、反乱に加勢するには遅すぎた。バルザニたちは、500人規模の戦闘員を抱えていたシェイクの軍勢のごく一部に過ぎなかった。
シェイクの政治的、軍事的影響力が拡大してきていることに気づいたイギリスは、軍事的対応を余儀なくされた。イギリス陸軍の2旅団が投入され、1919年6月にスレイマニヤ近郊のダルマンディ・バジャン (Darbandi Bazyan) で、シェイク・マフムードの軍勢を打ち破った。

## シェイク・マフムードの逃亡
シェイク・マフムードは遂には捕まり、1921年にインドへ追放された。マフムードの戦士たちは、彼が逮捕された後もイギリスの支配に抵抗し続けた。もはやひとりの指導者の下で組織的におこなわれるものではなかったが、この部族を超えた勢力は、「活発な反英」的であり、一撃離脱戦法を用い、イギリス軍の士官を殺害し、また別の攻撃に参加するといったことを重ね、トルコ軍の部隊を離れてクルド軍に加わる者もいた。

## 1922年のクルド人の反乱
1920年のセーヴル条約によって、オスマン帝国の旧領土からいくつかの領域が切り離されて設定がなされた後、スレイマニヤはイギリスの高等弁務官の支配下に置かれたままとなっていた。その後、トルコ軍の「オズデミル (Özdemir)」支隊がこの地域に侵入し、イギリスは、追放状態から戻っていたシェイク・マフムードを1922年9月14日に再び知事に据えて、トルコ軍の動きに対抗しようとした。
シェイクは再び反乱を起こし、11月にクルディスタン王国の国王を称した。クルディスタン王国の軍隊は、クルド国民軍 (Kurdish National Army) と称された。
バルザニイは1924年7月にイギリスに敗北した。遂にシェイク・マフムードを打倒したイギリス政府は、イラクをファイサル1世と、新たに成立したアラブ人が主導する政府に譲り渡した。1926年1月、国際連盟はクルド人に一定の権利を認めることを条件として、イラク王国にこの地域の統治を委ねた。

## その後
シェイク・マフムードは敗北後、山岳地帯に潜伏した。1930年から1931年にかけて、シェイク・マフムード・バルザニイは実権の掌握を目指した最後の動きを見せたが、これは失敗に終わった。
その後、彼は、新たに成立したイラク政府と和睦し、1932年には潜伏生活を終えて独立を果たしたイラク王国に戻った。